# 穆克登宝
穆克登宝（穆麟德轉寫：Mukdembu，1904年4月17日—1955年），字盖华，哈日努德氏，蒙古族，清末八旗察哈尔人，出身察哈尔左翼镶黄旗。蒙古军将领，中华民国、蒙疆聯合自治政府政治人物。

## 生平
穆克登宝于1919年进入张家口察哈尔省师范学校学习，于1921年毕业。毕业后回家帮助母亲料理家务，1922年穆克登宝的父亲伊达木扎布去世，穆克登宝与其义兄尼玛敖斯尔一同去五台山安葬。1923年，穆克登宝娶本旗第九佐章京阿麻之女苏德那木璞勒吉德为妻。
1925年穆克登宝于张家口参加了察哈尔省党部短期培训班，培训期限一年。1926年毕业后分配到察哈尔省党部担任干事。他在张家口工作数年，但因家乡频有土匪窜犯，于1930年与同事、朋友协商后一同派尼玛敖斯尔为代表向国民政府报告，要求支援发给武器弹药以用于剿匪。尼玛敖斯尔购买武器后将枪支弹药卖给各旗，成立了东、西两路蒙兵游击队，穆克登宝任镶黄旗蒙兵游记支队队长。
1934年穆克登宝被任命为察哈尔八旗镶黄旗总管。上任后，穆克登宝召开会议，提出改革本旗的7点建议，其中包括重新建设旗政府、新建小学校、整顿旗-租银地关系、举办识字班、建立自卫队等。
1936年1月穆克登宝参加成立察哈尔盟公署，并于同年4月参加第一次蒙古大会。同年五月蒙古军政府成立，穆克登宝被任命为第七师师长，从察哈尔旗群征兵1500余人。1936年，他在百靈廟戰鬥中失败，他和日本驻百灵庙特务机关长盛岛角房、蒙古军第二军的日本顾问烟草谷平太郎逃脱。1936年12月9日，王英大汉义军的两名旅长金宪章和石玉山趁王英到锡拉木伦庙换防穆克登宝部之际发动了锡拉木伦庙事件，袭击穆克登宝部，并枪杀了日军小滨氏善大佐等人。1937年日军及蒙古军占领归绥、包头后，穆克登宝的第七师兵力留存不多，遂将第七师的番号给了正黄旗的保安队，由正黄旗总管达密凌苏龙任第七师师长。穆克登宝遂回本旗工作。
1939年穆克登宝调任察哈尔盟公署任劝业厅长。1941年，蒙疆联合自治政府设立兴蒙委员会，松津旺楚克任委员长，吉尔嘎朗（德古来）和穆克登宝任副委员长，村谷彦治郎为主任顾问。1943年，蒙疆联合自治政府改组，另设交通总署，穆克登宝调任交通总署署长。
抗日战争胜利后，1945年8月16日，应苏蒙联军驻苏尼特右旗部队负责人罗布桑和伊万诺夫的要求，吉尔嘎朗（德古来）、穆克登宝、补英达赖、都固尔苏隆、德力格尔朝克图等13人成立了临时权力机构“内蒙古人民委员会”。9月9日，在苏尼特右旗温都尔庙召开了“内蒙古各盟旗人民代表大会”，通过了《内蒙古独立宣言》、《内蒙古人民共和国临时宪法》，选举产生内蒙古人民共和国临时政府委员27人（其中常务委员11人）。穆克登宝任该政府委员以及部长。内蒙古各盟旗人民代表大会结束后，内蒙古人民共和国临时政府派出达密凌苏隆、吉尔嘎朗、穆克登宝等6人组成的代表团前往蒙古人民共和国寻求苏联和蒙古人民共和国的承认，但遭到拒绝。
1948年底，穆克登宝随国民革命军第三十五军被中国人民解放军部队包围，後被俘。
1955年，穆克登宝因反革命罪，经内蒙古自治区公安厅逮捕并判处死刑。

### 书籍
- 内蒙古近现代总管录 内蒙古文史资料 第51辑